# Bosentino
Bosentino és un antic municipi italià, dins de la província de Trento. L'any 2007 tenia 796 habitants. Limitava amb els municipis de Besenello, Calceranica al Lago, Caldonazzo, Pergine Valsugana, Vattaro i Vigolo Vattaro.
L'1 de gener 2016 es va fusionar amb els municipis de Centa San Nicolò, Vattaro i Vigolo Vattaro creant així el nou municipi d'Altopiano della Vigolana, del qual actualment és una frazione.

## Administració
| Període | Identitat            | Partit        |
| ------- | -------------------- | ------------- |
| 2005-   | Fernando Leonardelli | Llista cívica |